# Dobruševo
Dobruševo (makedonska: Добрушево) är en ort i Nordmakedonien. Den ligger i kommunen Mogila, i den södra delen av landet, 90 kilometer söder om huvudstaden Skopje. Dobruševo ligger 596 meter över havet och antalet invånare är 2 103.